# Single numer jeden w roku 2007 (Japonia)
Notowanie Weekly Singles Chart (jap. 週間シングルチャート Shūkan Shinguru Chāto) przedstawia najlepiej sprzedające się single w Japonii. Publikowane jest ono przez magazyn Oricon Style, a dane kompletowane są przez Oricon w oparciu o cotygodniowe wyniki sprzedaży fizycznej singli. Poniżej znajdują się tabele prezentujące najpopularniejsze single w danych tygodniach w roku 2007.

## Oricon Weekly Singles Chart
| Data            | Singel                                                                  | Wykonawca                                              | Źródło |
| --------------- | ----------------------------------------------------------------------- | ------------------------------------------------------ | ------ |
| 1 stycznia      | „Miso Soup” (jap. ミソスープ)                                           | Tegomass                                               | [ 1 ]  |
| 8 stycznia      | wstrzymanie publikacji                                                  | wstrzymanie publikacji                                 |        |
| 15 stycznia     | „Shirushi” (jap. しるし)                                                | Mr. Children                                           | [ 2 ]  |
| 22 stycznia     | „Senno kaze ni natte” (jap. 千の風になって)                             | Masafumi Akikawa                                       | [ 3 ]  |
| 29 stycznia     | „100 mankai no KISS” (jap. 100万回のKISS)                               | Glay                                                   | [ 4 ]  |
| 5 lutego        | „Fake” (jap. フェイク)                                                  | Mr. Children                                           | [ 5 ]  |
| 12 lutego       | „HONEY BEAT/Boku to bokura no ashit” (jap. HONEY BEAT/僕と僕らのあした) | V6                                                     | [ 6 ]  |
| 19 lutego       | „Sora ga naku kara” (jap. 空が泣くから)                                 | ENDLICHERI☆ENDLICHERI                                  | [ 7 ]  |
| 26 lutego       | „Michi” (jap. 道)                                                       | Exile                                                  | [ 8 ]  |
| 5 marca         | „Love so sweet”                                                         | Arashi                                                 | [ 9 ]  |
| 12 marca        | „Flavor Of Life”                                                        | Hikaru Utada                                           | [ 10 ] |
| 19 marca        | „Flavor Of Life”                                                        | Hikaru Utada                                           | [ 11 ] |
| 26 marca        | „Flavor Of Life”                                                        | Hikaru Utada                                           | [ 12 ] |
| 2 kwietnia      | „Hoshi o mezashite” (jap. 星をめざして)                                 | NEWS                                                   | [ 13 ] |
| 9 kwietnia      | „Tsubomi” (jap. 蕾)                                                     | Kobukuro                                               | [ 14 ] |
| 16 kwietnia     | „Kodō” (jap. 鼓動)                                                      | Glay                                                   | [ 15 ] |
| 23 kwietnia     | „Zukkoke otoko michi” (jap. ズッコケ男道)                               | Kanjani ∞                                              | [ 16 ] |
| 30 kwietnia     | „× ~Dame~/Crazy Rainbow” (jap. ×〜ダメ〜/Crazy Rainbow)                 | Tackey & Tsubasa                                       | [ 17 ] |
| 7 maja          | „BRAND NEW SONG”                                                        | KinKi Kids                                             | [ 18 ] |
| 14 maja         | „We can make it!”                                                       | Arashi                                                 | [ 19 ] |
| 21 maja         | „Eien no tsubasa” (jap. 永遠の翼)                                       | B’z                                                    | [ 20 ] |
| 28 maja         | „Ashita hareru kana” (jap. 明日晴れるかな)                              | Keisuke Kuwata                                         | [ 21 ] |
| 4 czerwca       | „Jasmin/Rainbow” (jap. ジャスミン/Rainbow)                              | V6                                                     | [ 22 ] |
| 11 czerwca      | „SEVENTH HEAVEN”                                                        | L’Arc-en-Ciel                                          | [ 23 ] |
| 18 czerwca      | „Yorokobi no uta” (jap. 喜びの歌)                                       | KAT-TUN                                                | [ 24 ] |
| 25 czerwca      | „My Generation/Understand”                                              | YUI                                                    | [ 25 ] |
| 2 lipca         | „RETURNER ~Yami no shūen~” (jap. RETURNER 〜闇の終焉〜)                 | Gackt                                                  | [ 26 ] |
| 9 lipca         | „FREAKY”                                                                | Kumi Kōda                                              | [ 27 ] |
| 16 lipca        | „FREE”                                                                  | ERIKA                                                  | [ 28 ] |
| 23 lipca        | „Music” (jap. ミュージック)                                             | Golden Circle feat. Yohito Teraoka/Yumi Matsutōya/Yuzu | [ 29 ] |
| 30 lipca        | „glitter/fated”                                                         | Ayumi Hamasaki                                         | [ 30 ] |
| 6 sierpnia      | „PEACH/HEART”                                                           | Ai Ōtsuka                                              | [ 31 ] |
| 13 sierpnia     | „Hey! Say!”                                                             | Hey! Say! 7                                            | [ 32 ] |
| 20 sierpnia     | „SAMURAI”                                                               | Tackey & Tsubasa                                       | [ 33 ] |
| 27 sierpnia     | „Kokoro” (jap. こころ)                                                  | Kazumasa Oda                                           | [ 34 ] |
| 3 września      | „Kaze no uta o kikasete” (jap. 風の詩を聴かせて)                        | Keisuke Kuwata                                         | [ 35 ] |
| 10 września     | „MY HEART DRAWS A DREAM”                                                | L’Arc~en~Ciel                                          | [ 36 ] |
| 17 września     | „Happiness”                                                             | Arashi                                                 | [ 37 ] |
| 24 września     | „Eien ni” (jap. 永遠に)                                                 | KinKi Kids                                             | [ 38 ] |
| 1 października  | „talkin’ 2 myself”                                                      | Ayumi Hamasaki                                         | [ 39 ] |
| 8 października  | „LOVE & TRUTH”                                                          | YUI                                                    | [ 40 ] |
| 15 października | „SUPER LOVE SONG”                                                       | B’z                                                    | [ 41 ] |
| 22 października | „DAYBREAK’S BELL”                                                       | L’Arc~en~Ciel                                          | [ 42 ] |
| 29 października | „It’s My Soul” (jap. イッツ マイ ソウル)                                | Kanjani ∞                                              | [ 43 ] |
| 5 listopada     | „Hana no na” (jap. 花の名)                                              | Bump of Chicken                                        | [ 44 ] |
| 12 listopada    | „Tabidachi no uta” (jap. 旅立ちの唄)                                    | Mr. Children                                           | [ 45 ] |
| 19 listopada    | „weeeek”                                                                | NEWS                                                   | [ 46 ] |
| 26 listopada    | „Ultra Music Power”                                                     | Hey! Say! JUMP                                         | [ 47 ] |
| 3 grudnia       | „Keep the faith”                                                        | KAT-TUN                                                | [ 48 ] |
| 10 grudnia      | „Seishun SEISYuN” (jap. 青春 SEISYuN)                                   | Tokio                                                  | [ 49 ] |
| 17 grudnia      | „Darling (singel Keisukego Kuwaty)” (jap. ダーリン)                     | Keisuke Kuwata                                         | [ 50 ] |
| 24 grudnia      | „way of life”                                                           | V6                                                     | [ 51 ] |
| 31 grudnia      | „Dangan Fighter” (jap. 弾丸ファイター)                                  | SMAP                                                   | [ 52 ] |